# Sprookjesboom (televisieserie)
Sprookjesboom is een sprookjesachtige 3D-animatieserie van attractiepark de Efteling naar een idee van directeur Imagineering Olaf Vugts. Sprookjesboom wordt geproduceerd door animatiestudio Motek Entertainment. Het tv-programma wordt uitgezonden en regelmatig herhaald op Ketnet, Zappelin en Nickelodeon. Achter elke aflevering zit een subtiele boodschap, bijvoorbeeld niet liegen, nooit stelen, enzovoort. In het attractiepark is in het openluchttheater in het Sprookjesbos ook een show te zien waarin handpoppen van de personages van de serie de hoofdrol spelen.

## Sprookjesboom
In 2008 begon de Efteling met de bouw van een interactieve Sprookjesboom in het Sprookjesbos, maar het plan werd tijdelijk stopgezet. In juli 2009 maakte het attractiepark bekend dat het plan alsnog doorging. De oude eik is sinds 1 april 2010 te zien in het Sprookjesbos, tegenover Het meisje met de zwavelstokjes, en heeft een hoogte en breedte van 9 meter. De boom werd gebouwd door Jora Vision in Rijnsburg, de animatronics en geluidstechniek werden door de Efteling verzorgd. Hero Muller sprak de teksten in.

## Rolverdeling stemmen
| Personage                                                         | Acteur/actrice        |
| ----------------------------------------------------------------- | --------------------- |
| Sprookjesboom in de serie                                         | Pim Koopman           |
| Sprookjesbos boom en latere stem van De Sprookjesboom in de serie | Hero Muller           |
| Roodkapje                                                         | Sarah Bannier         |
| Klein Duimpje                                                     | Pim Wessels           |
| Reus                                                              | Luk Van Mello         |
| Wolf                                                              | Rinie van den Elzen   |
| Heks                                                              | Hildegard van Nijlen  |
| Draak                                                             | Rinie van den Elzen   |
| De Kabouters                                                      | Reinder van der Naalt |
| De Kabouters                                                      | Luk Van Mello         |
| De Kabouters                                                      | Rinie van den Elzen   |
| Fakir                                                             | Fred Meijer           |
| Langnek                                                           | Fred Meijer           |
| Ezel                                                              | Jeroen Kramer         |
| Assepoester                                                       | Melline Mollerus      |
| De zeven geitjes                                                  | onbekend              |

## Seizoenen
| Seizoen | Afleveringen | Uitzendingen                        |
| ------- | ------------ | ----------------------------------- |
| 1       | 52           | 2 december 2006 – 26 december 2006  |
| 2       | 52           | 3 september 2007 – 14 november 2007 |
| 3       | 52           | 2 september 2008 – 26 december 2008 |

## Afleveringen

### Seizoen 1
| Aflevering (seizoen) | Aflevering (serie) | Titel                             | Uitzenddatum     |
| -------------------- | ------------------ | --------------------------------- | ---------------- |
| 1                    | 1                  | Het geluk                         | 2 oktober 2006   |
| 2                    | 2                  | Hikken en schrikken               | 3 oktober 2006   |
| 3                    | 3                  | Zeuren om snoep                   | 4 oktober 2006   |
| 4                    | 4                  | Knibbel knabbel huisje            | 5 oktober 2006   |
| 5                    | 5                  | Koekjes pikken                    | 6 oktober 2006   |
| 6                    | 6                  | Pannenkoeken happen               | 9 oktober 2006   |
| 7                    | 7                  | Roodkapje is ziek                 | 10 oktober 2006  |
| 8                    | 8                  | Later als ik groot ben            | 11 oktober 2006  |
| 9                    | 9                  | De treurende muziekboom           | 12 oktober 2006  |
| 10                   | 10                 | Buiten spelen                     | 13 oktober 2006  |
| 11                   | 11                 | Goede raad                        | 16 oktober 2006  |
| 12                   | 12                 | Ontdekking van de fakir           | 17 oktober 2006  |
| 13                   | 13                 | Wonderspiegel                     | 18 oktober 2006  |
| 14                   | 14                 | Kluin Duimpjes groter groei actie | 19 oktober 2006  |
| 15                   | 15                 | Rijmen vol geheimen               | 20 oktober 2006  |
| 16                   | 16                 | Wie niet sterk is                 | 23 oktober 2006  |
| 17                   | 17                 | Grootste gemenerik                | 24 oktober 2006  |
| 18                   | 18                 | Beeldenbos                        | 25 oktober 2006  |
| 19                   | 19                 | Piekerpaddenstoel                 | 26 oktober 2006  |
| 20                   | 20                 | Sprookjesdag                      | 27 oktober 2006  |
| 21                   | 21                 | De schat                          | 30 oktober 2006  |
| 22                   | 22                 | Zeg het niet met bloemen          | 31 oktober 2006  |
| 23                   | 23                 | Spoorzoeken                       | 1 november 2006  |
| 24                   | 24                 | Baardshampoo en reuzenzeep        | 2 november 2006  |
| 25                   | 25                 | Wie past er op mijn huisje        | 3 november 2006  |
| 26                   | 26                 | De rode reuzenschoentjes          | 6 november 2006  |
| 27                   | 27                 | Wie jarig is trakteert            | 7 november 2006  |
| 28                   | 28                 | Midwinterkabouterbal              | 8 november 2006  |
| 29                   | 29                 | Supertoverkracht                  | 9 november 2006  |
| 30                   | 30                 | 2 Kleine Duimpjes                 | 10 november 2006 |
| 31                   | 31                 | De laars van de reus              | 13 november 2006 |
| 32                   | 32                 | Lastige vragen                    | 14 november 2006 |
| 33                   | 33                 | Benieuwd hoe het afloopt          | 15 november 2006 |
| 34                   | 34                 | Olf de wolf                       | 16 november 2006 |
| 35                   | 35                 | Opgestaan plaats vergaan          | 17 november 2006 |
| 36                   | 36                 | Kies Kie de keu is Keu            | 20 november 2006 |
| 37                   | 37                 | Nooit meer slapen                 | 21 november 2006 |
| 38                   | 38                 | Herfst                            | 22 november 2006 |
| 39                   | 39                 | Goud maakt niet gelukkig          | 23 november 2006 |
| 40                   | 40                 | In de put                         | 24 november 2006 |
| 41                   | 41                 | Drakenvertelsels                  | 27 november 2006 |
| 42                   | 42                 | Voor niets gaat de zon op         | 28 november 2006 |
| 43                   | 43                 | Dukaten                           | 29 november 2006 |
| 44                   | 44                 | Speurneus Langnek                 | 30 november 2006 |
| 45                   | 45                 | Hans en Grietje                   | 1 december 2006  |
| 46                   | 46                 | 1 april                           | 4 december 2006  |
| 47                   | 47                 | Per ongeluk expres                | 5 december 2006  |
| 48                   | 48                 | Koude winter                      | 6 december 2006  |
| 49                   | 49                 | Koning Chocoladebaard             | 7 december 2006  |
| 50                   | 50                 | Gezellig                          | 8 december 2006  |
| 51                   | 51                 | Witte kerst                       | 25 december 2006 |
| 52                   | 52                 | De reuzenkerstboom                | 26 december 2006 |

### Seizoen 2
| Aflevering (seizoen) | Aflevering (serie) | Titel                                | Uitzenddatum      |
| -------------------- | ------------------ | ------------------------------------ | ----------------- |
| 1                    | 53                 | De heks en de ezel                   | 3 september 2007  |
| 2                    | 54                 | De wens                              | 4 september 2007  |
| 3                    | 55                 | Eenzame hoogte                       | 5 september 2007  |
| 4                    | 56                 | Niet kwaad te krijgen                | 6 september 2007  |
| 5                    | 57                 | Verrassing                           | 7 september 2007  |
| 6                    | 58                 | De weddenschap                       | 11 september 2007 |
| 7                    | 59                 | Waar twee wolven vechten om een geit | 12 september 2007 |
| 8                    | 60                 | Ruilen                               | 13 september 2007 |
| 9                    | 61                 | Huilebalken                          | 14 september 2007 |
| 10                   | 62                 | Ezeltje stampje                      | 17 september 2007 |
| 11                   | 63                 | De klein is fijn club                | 18 september 2007 |
| 12                   | 64                 | Geheime ziekte                       | 19 september 2007 |
| 13                   | 65                 | Het heksenhok                        | 20 september 2007 |
| 14                   | 66                 | Echte vrienden                       | 21 september 2007 |
| 15                   | 67                 | Volle maan                           | 24 september 2007 |
| 16                   | 68                 | Spoken in de balzaal                 | 25 september 2007 |
| 17                   | 69                 | Op alles rijmt wel iets              | 26 september 2007 |
| 18                   | 70                 | Roodkroontje                         | 27 september 2007 |
| 19                   | 71                 | De kabouterquiz                      | 28 september 2007 |
| 20                   | 72                 | Omgekeerde dag                       | 1 oktober 2007    |
| 21                   | 73                 | De walsende wolf                     | 2 oktober 2007    |
| 22                   | 74                 | Zoete koekjes                        | 3 oktober 2007    |
| 23                   | 75                 | De raadsheer                         | 4 oktober 2007    |
| 24                   | 76                 | De verdwijning van de fakir          | 5 oktober 2007    |
| 25                   | 77                 | Hoe hou je heksen uit de buurt       | 8 oktober 2007    |
| 26                   | 78                 | Hekskapje                            | 9 oktober 2007    |
| 27                   | 79                 | Het hatsjie-bos                      | 10 oktober 2007   |
| 28                   | 80                 | De klok                              | 11 oktober 2007   |
| 29                   | 81                 | Held van het bos                     | 12 oktober 2007   |
| 30                   | 82                 | De zeven geitjes                     | 15 oktober 2007   |
| 31                   | 83                 | De stemvork                          | 16 oktober 2007   |
| 32                   | 84                 | Wie een munt vindt van een ander!    | 17 oktober 2007   |
| 33                   | 85                 | Een sombere dag                      | 18 oktober 2007   |
| 34                   | 86                 | Kleurrijke dag                       | 19 oktober 2007   |
| 35                   | 87                 | Drakendans                           | 22 oktober 2007   |
| 36                   | 88                 | Het geitenkoor                       | 23 oktober 2007   |
| 37                   | 89                 | Heldendaden                          | 24 oktober 2007   |
| 38                   | 90                 | Klets maar raak ezel                 | 25 oktober 2007   |
| 39                   | 91                 | Ander verhaal                        | 26 oktober 2007   |
| 40                   | 92                 | Waarom is de draak zo boos?          | 29 oktober 2007   |
| 41                   | 93                 | Samen eten                           | 30 oktober 2007   |
| 42                   | 94                 | Stampen stampen                      | 31 oktober 2007   |
| 43                   | 95                 | Het liefdesparfum                    | 1 november 2007   |
| 44                   | 96                 | De nieuwe laarzen van de reus        | 2 november 2007   |
| 45                   | 97                 | De tovervis                          | 5 november 2007   |
| 46                   | 98                 | Wie is de baas van het Sprookjesbos? | 6 november 2007   |
| 47                   | 99                 | Echt niet slecht                     | 7 november 2007   |
| 48                   | 100                | Geitjesstoofpot                      | 8 november 2007   |
| 49                   | 101                | Gezellig samen                       | 9 november 2007   |
| 50                   | 102                | De grens                             | 12 november 2007  |
| 51                   | 103                | De roepende wolf                     | 13 november 2007  |
| 52                   | 104                | Prinsessenlied                       | 14 november 2007  |

### Seizoen 3
| Aflevering (seizoen) | Aflevering (serie) | Titel                              | Uitzenddatum      |
| -------------------- | ------------------ | ---------------------------------- | ----------------- |
| 1                    | 105                | De waarzegwolf                     | 2 september 2008  |
| 2                    | 106                | Een heks zegt nooit sorry          | 4 september 2008  |
| 3                    | 107                | Grote opruimdag                    | 9 september 2008  |
| 4                    | 108                | Dat doen de kabouters wel          | 11 september 2008 |
| 5                    | 109                | De toverstaf                       | 16 september 2008 |
| 6                    | 110                | Het laatste koekje                 | 18 september 2008 |
| 7                    | 111                | Oost west, ezel best               | 23 september 2008 |
| 8                    | 112                | De verjaardag van de wolf          | 25 september 2008 |
| 9                    | 113                | Het lolliebos                      | 30 september 2008 |
| 10                   | 114                | Spiegeltje in het bos              | 2 oktober 2008    |
| 11                   | 115                | Volg de fluit                      | 7 oktober 2008    |
| 12                   | 116                | Slaapkapje                         | 9 oktober 2008    |
| 13                   | 117                | De vliegende ezel                  | 14 oktober 2008   |
| 14                   | 118                | We zijn weer eens een geitje kwijt | 16 oktober 2008   |
| 15                   | 119                | De bril                            | 21 oktober 2008   |
| 16                   | 120                | De bal                             | 23 oktober 2008   |
| 17                   | 121                | Roodkapje waar ga je heen?         | 28 oktober 2008   |
| 18                   | 122                | Het portret van de prins           | 30 oktober 2008   |
| 19                   | 123                | Het 100ste verhaal                 | 4 november 2008   |
| 20                   | 124                | Zoentjesdag                        | 6 november 2008   |
| 21                   | 125                | Wie niet weg is, is de reus        | 11 november 2008  |
| 22                   | 126                | Tapijt deugniet                    | 13 november 2008  |
| 23                   | 127                | De fles                            | 17 november 2008  |
| 24                   | 128                | Stappen in de sneeuw               | 18 november 2008  |
| 25                   | 129                | De geheimzinnige brief             | 19 november 2008  |
| 26                   | 130                | Ikmaakmenietgraagmoereus           | 20 november 2008  |
| 27                   | 131                | Een echte vriend                   | 21 november 2008  |
| 28                   | 132                | De weerhoed                        | 24 november 2008  |
| 29                   | 133                | De pijnappel                       | 25 november 2008  |
| 30                   | 134                | Het kabouterrecordboek             | 26 november 2008  |
| 31                   | 135                | Goud halen bij de reus             | 27 november 2008  |
| 32                   | 136                | De saaie wolf                      | 28 november 2008  |
| 33                   | 137                | Supertoverlijm                     | 1 december 2008   |
| 34                   | 138                | Het echte verhaal van de wolf      | 2 december 2008   |
| 35                   | 139                | Verliefd? Welnee!                  | 3 december 2008   |
| 36                   | 140                | Het liedje                         | 4 december 2008   |
| 37                   | 141                | De lieve wolf                      | 5 december 2008   |
| 38                   | 142                | Voetjes van de vloer               | 8 december 2008   |
| 39                   | 143                | De jarenverdraaier                 | 9 december 2008   |
| 40                   | 144                | De dief                            | 10 december 2008  |
| 41                   | 145                | Rijmen als de fakir                | 11 december 2008  |
| 42                   | 146                | Huilen naar de maan                | 12 december 2008  |
| 43                   | 147                | Wie is er bang in het donkere bos  | 15 december 2008  |
| 44                   | 148                | De miniwolf                        | 16 december 2008  |
| 45                   | 149                | De spannende dag                   | 17 december 2008  |
| 46                   | 150                | Toverspiegel                       | 18 december 2008  |
| 47                   | 151                | Het spraakwater                    | 19 december 2008  |
| 48                   | 152                | Sterk als een reus                 | 22 december 2008  |
| 49                   | 153                | De muziekpaddestoel                | 23 december 2008  |
| 50                   | 154                | De onweersbui                      | 24 december 2008  |
| 51                   | 155                | De ring                            | 25 december 2008  |
| 52                   | 156                | Even lekker weg                    | 26 december 2008  |

## Duitsland
Vanaf 1 april 2009 werd de serie ook als Märchenbaum in Duitsland uitgezonden, op de regionale zender NRW.